# 포토맥 군

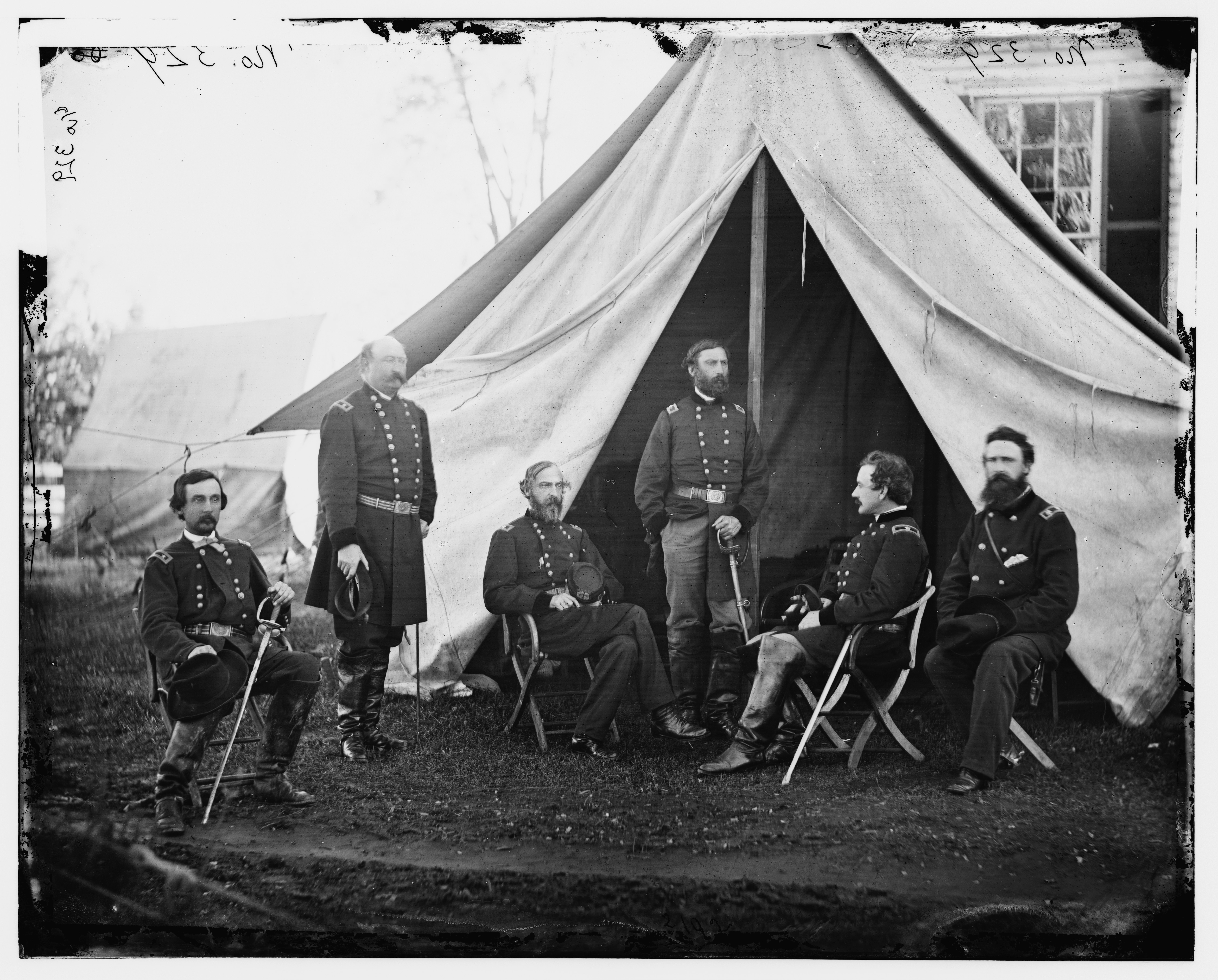

포토맥군(Army of the Potomac)은 미국 남북전쟁 중 동부 전선에서 주로 활약한 북군의 주력군으로서 남군의 북버지니아군과 전쟁 내내 싸웠다. 전쟁 초기만 해도 남군에 패전을 거듭했으나, 게티스버그 전투에서 로버트 리의 북버지니아군을 격파하면서 전쟁의 전환점을 가져왔다. 창설은 1861년으로 소급되며, 전쟁이 끝나고 얼마 후인 1865년 6월 28일에 해체되었다.

## 부대 역사
포토맥군은 1861년 창설되었으나, 초기에는 1개 군단급의 규모였다. 포토맥군의 핵심 전력은 어빈 맥도웰 준장이 지휘한 "북동버지니아군"이라 불렸고, 남북전쟁의 첫 주요 전투였으며 처음으로 패한 전투인 제1차 불런 전투를 치렀다. 이후 조지 매클렐런 소장이 워싱턴에 도착하면서 포토맥군은 극적으로 변모했다. 원래 맥클랠란의 임무는 포토맥 사단을 지휘하는 것이었고, 맥도웰의 북동 버지니아 군관구와 조지프 K. 맨스필드 준장의 워싱턴 군관구가 포함되어 있었다. 1861년 7월 26일, 네이턴 뱅크스 소장의 셰넌도어 군관구가 합쳐졌고, 이날, 맥클랠란은 포토맥군을 편성했는데, 포토맥군은 북동 버지니아 군관구, 워싱턴, 볼티모어와 셰넌도어의 모든 군사력을 통합한 것이었다. 뱅크스 휘하의 부하들은 포토맥군의 보병사단이 되었다.
포토맥군이란 이름은 제1차 불런 전투 당시 피에르 보우리가드의 남군 부대의 이름이기도 했다. 그렇지만, 보우리가드가 지휘했던 남군 부대의 이름은 북버지니아군으로 바뀌었고, 로버트 리 장군 휘하에서 유명해졌다. 포토맥군은 많은 구조 개편을 겪었다. 대부분 동부 전선에서 싸웠으며, 특히 펜실베이니아, 메릴랜드, 동부 버지니아에서 주로 싸웠다. 포토맥군은 전쟁이 끝난 후인 1865년 6월 28일 해체되었다.

## 잘 알려진 부대
필라델피아, 뉴욕 시, 워싱턴 D.C.처럼 북부의 대도시들에 가까웠던 관계로, 포토맥군은 다른 북군 야전군들보다 언론의 관심을 많이 받았다. 그런 덕분에 북군 부대중에서 유명한 부대들이 많이 나왔다. 아일랜드인 여단, 필라델피아 여단, 1 뉴저지 여단, 버몬트 여단, 강철여단 같은 개별 여단이 전쟁 중 및 전쟁 후에 대중적으로 널리 알려졌다.

## 역대 사령관
| 성명              | 계급 | 임기 시작일     | 임기 종료일     | 비고                                  |
| ----------------- | ---- | --------------- | --------------- | ------------------------------------- |
| 어빈 맥다월       | 준장 | 1861년 5월 27일 | 1861년 7월 25일 | 북동버지니아군                        |
| 조지 매클렐런     | 소장 | 1861년 7월 26일 | 1862년 11월 9일 | 취임 당시는 포토맥 사단장 직함이었음. |
| 앰브로스 번사이드 | 소장 | 1862년 11월 9일 | 1863년 1월 26일 |                                       |
| 조셉 후커         | 소장 | 1863년 1월 26일 | 1863년 6월 28일 | 포토맥 군관구 사령관도 겸임           |
| 조지 미드         | 소장 | 1863년 6월 28일 | 1865년 6월 28일 |                                       |

- 미드의 경우, 마지막 사령관으로 2년을 재임했는데, 중간에 그가 자리를 비웠거나 한 경우에는 임시로 존 G. 파케 소장이 잠깐씩 임시로 사령관직을 대신하고 했다.

## 주요 전투 및 전역
| 전역                     | 연도            | 주요 전투                                       | 지휘관     | 비고                    |
| ------------------------ | --------------- | ----------------------------------------------- | ---------- | ----------------------- |
|                          | 1861년          | 제1차 불런 전투 (제1차 매너서스 전투)           | 맥도웰     |                         |
| 반도 전역                | 1862년          | 7일 전투, 게인스밀 전투, 멜번힐 전투 등         | 맥클랠란   |                         |
| 북버지니아 전역          | 1862년          | 제2차 불런 전투 (제2차 매너서스 전투)           | 맥클랠란   |                         |
| 메릴랜드 전역            | 1862년          | 앤티텀 전투 (샤프스버그)                        | 맥클랠란   |                         |
| 프레더릭스버그 전역      | 1862년          | 프레더릭스 전투                                 | 번사이드   |                         |
| 챈슬러스빌 전역          | 1863년          | 챈슬러스빌 전투                                 | 후커       |                         |
| 게티스버그 전역          | 1863년          | 게티스버그 전투                                 | 후커, 미드 | 6월 28일에 미드로 교체. |
| 브리스토 전역            | 1863년          |                                                 | 미드       |                         |
| 마인런 전역              | 1863년          |                                                 | 미드       |                         |
| 오버랜드 전역            | 1864년          | 윌더니스 전투, 스팟실베니아 전투, 콜드하버 전투 | 미드       |                         |
| 리치먼드-피터스버그 전역 | 1864년 ~ 1865년 | 피터스버그 포위전                               | 미드       |                         |
| 애포매톡스 전역          | 1865년          | 파이브 포크스 전투                              | 미드       |                         |

1864년 오버랜드 전역부터 전쟁이 끝날때까지 북군 최고사령관이 된 율리시스 그랜트 중장이 미드의 사령부와 동행하면서 포토맥군을 포함한 북군 전체의 작전을 지휘했다. 그러나 미드는 포토맥군의 전선 지휘를 계속했다.

## 참고 문헌
- Beatie, Russel H., Army of the Potomac: Birth of Command, November 1860 – September 1861, Da Capo Press, 2002, ISBN 978-0-306-81141-8.
- Eicher, John H., & Eicher, David J., Civil War High Commands, Stanford University Press, 2001, ISBN 978-0-8047-3641-1.

## 읽어볼만한 책
- 조슈아 챔벌레인 : The Passing of the Armies: An Account of the Final Campaign of the Army of the Potomac, Bantam reprint, 1992, ISBN 978-0-553-29992-2.
- Taaffe, Stephen R. Commanding the Army of the Potomac, University of Kansas Press, 2006, ISBN 978-0-7006-1451-6.